# Чугунная ванна

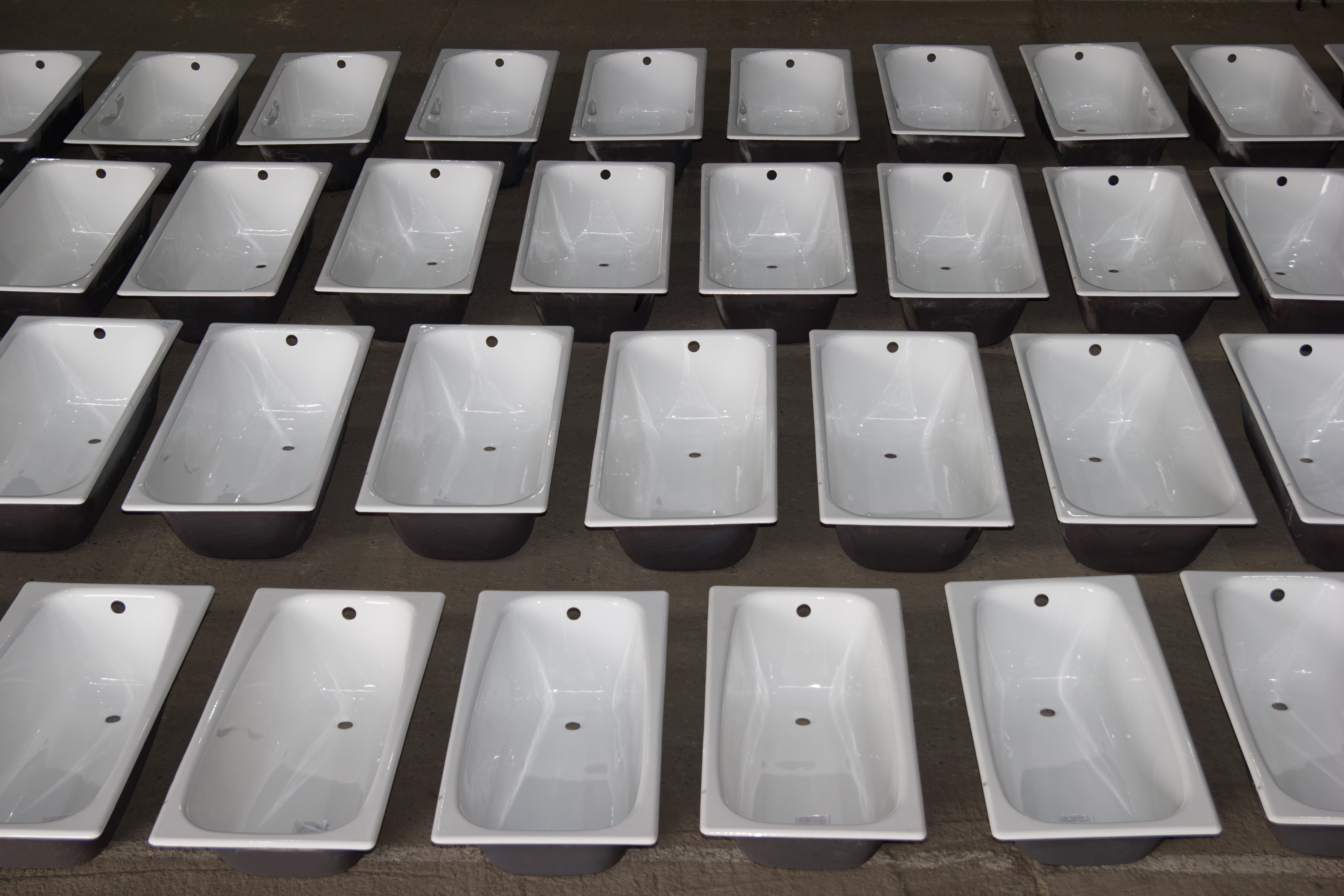
Чугунные эмалированные ванны

Чугунная ванна — санитарно-технический эмалированный прибор, устанавливаемый в зданиях различного назначения, оборудованных водопроводом и канализацией, используемый для бытовых целей и личной гигиены.
Чугунная ванна представляет собой чаще всего прямоугольную или овальную чашу для наполнения водой с выпускным и переливным отверстиями, край ванны имеет борта различной ширины в зависимости от модели. Внутренняя поверхность чугунной ванны покрыта стекловидной силикатной эмалью стойкой к щелочам и истиранию. 
 Ванны комплектуются регулируемыми или нерегулируемыми ножками и могут иметь дополнительные опции: ручки, подголовник, систему гидромассажа и антискользящее покрытие дна.
По типу установки в ванной комнате чугунные ванны могут быть отдельностоящими, встраиваемыми или занимать островное положение. В зависимости от функционального назначения моделей, чугунные ванны могут быть прямоугольными для приема ванны в лежачем положении и сидячими, которые разработаны для ухода за больными или пожилыми людьми. По форме бортов: прямобортные и круглобортные. Круглобортные ванны обычно устанавливают в ванных комнатах с необлицованными стенами на небольшом расстоянии от стены.

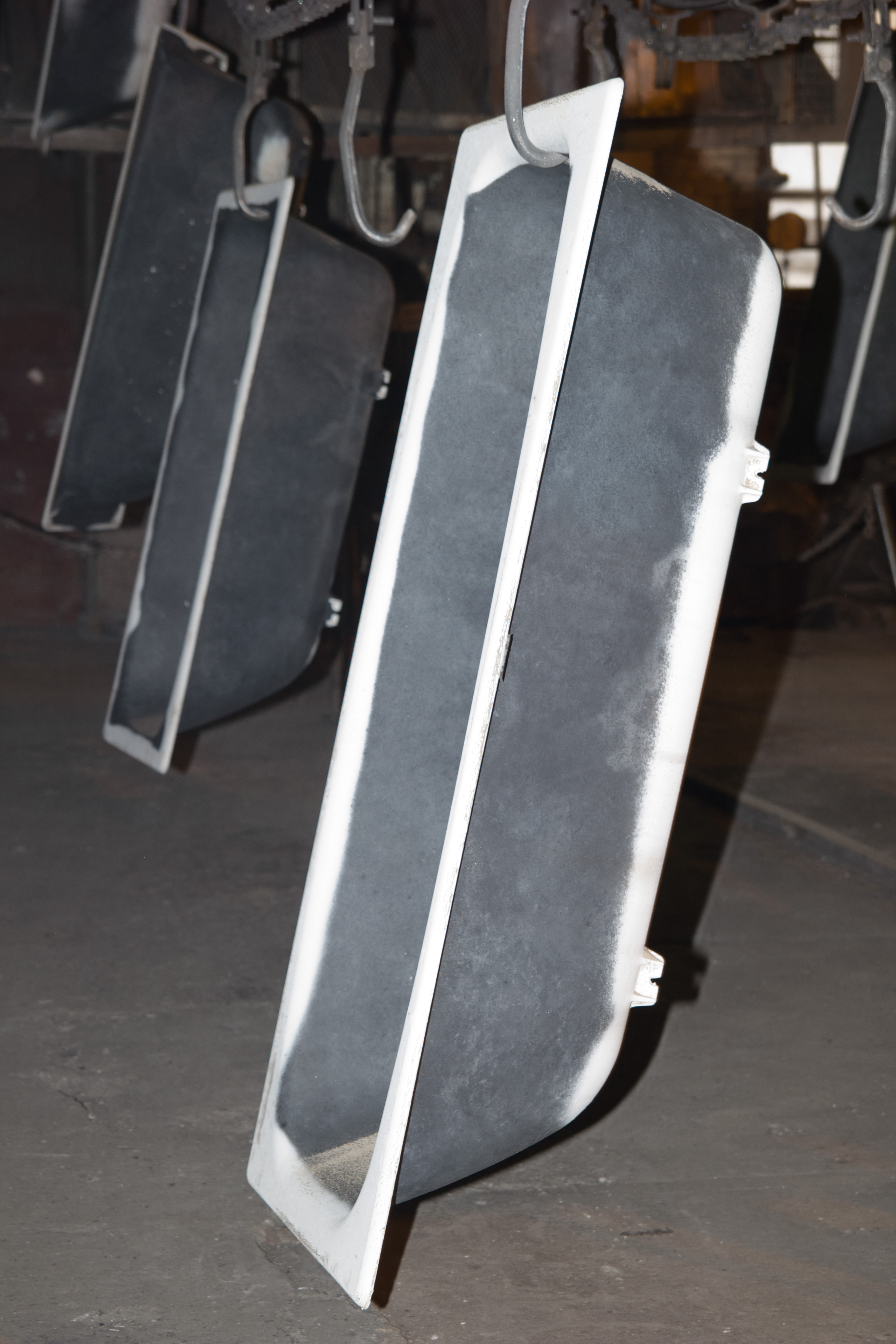
Чугунная отливка

Чугунные ванны изготавливаются из серого чугуна марки СЧ10 или СЧ15 по ГОСТ 1412-85 «Чугун с пластинчатым графитом для отливок. Марки.» Указанные марки чугуна обеспечивает чугунным отливкам необходимые механические свойства и позволяют производить качественное эмалирование поверхности ванн. Чугунные ванны имеют большую массу, которая объясняется свойствами материала.

## Характеристики чугунных ванн
Основными характеристиками чугунных ванн являются: габаритные размеры, вес, полезный объем, категория качества эмалевого покрытия.
Размеры
Ранее размеры ванн определялись размерами санитарного узла малометражных квартир и в основном устанавливались ванны длиной 120, 150 или 170 см и шириной 70-75 см. Наиболее распространенные размеры современных чугунных ванн являются:
— длина: 1200 мм, 1300 мм, 1400 мм, 1500 мм, 1600 мм, 1700 мм, 1800 мм;
— ширина: от 700 мм до 850 мм;
— глубина: от 350 мм до 500 мм.
Вес и полезный объем
В зависимости от размера и модели чугунной ванны, её вес колеблется от 65 до 170 кг, а полезный объем чаши составляет от 140 до 290 литров.
Категория качества
В мировой практике под категориями качества чугунных ванн понимают сортность. В зависимости от показателей внешнего вида, качества эмалевого покрытия поверхностей ванны подразделяют на первый, второй и третий сорт. Понижение сортности регламентируется государственными стандартами.

## История
По одним данным производство чугунных ванн освоено совсем недавно, некоторые источники указывают на их появление впервые ванн в XX веке. Однако по другим источникам, ещё в XVII веке во Франции котельщик Левель соорудил колонку для подогрева воды и наладил промышленное производство чугунных ванн.
В дальнейшем изготовление чугунных ванн освоили и осуществляли предприятия Испании, России, США, Китая, Франции, Германии, Италии, Турции, Португалии. В настоящее время наибольшая концентрация производства чугунных ванн сосредоточена на мелких заводах Китая.
Россия
В России чугунная ванна появилась во времена Петра I, однако из-за дороговизны не все могли себе позволить её приобрести. Со временем литейное производство в России развивалось и чугунная ванна стояла практически в каждом доме страны.
В СССР производством чугунных ванн занималось несколько заводов, из которых на данный момент (2018) действует только один.
Развитие производства чугунных ванн в Китае и рост экспорта ванн в Россию по демпинговым ценам в начале 2000-х годов привел к введению Россией защитных мер в отношении китайских поставщиков. В 2012 году Департаментом защиты внутреннего рынка Евразийской экономической комиссии инициировано антидемпинговое расследование в отношении ванн чугунных эмалированных, происходящих из КНР и ввозимых на единую таможенную территорию Таможенного союза. В результате расследования для ванн ввозимых из Китая на территорию Таможенного союза установлена антидемпинговая пошлина в размере 51,87 % сроком на 5 лет. После введения защитной меры импорт чугунных ванн из Китая снизился, что позволило российским производителям увеличить долю на рынке чугунных ванн. Однако, несмотря на это, в 2016 году ОАО «Кировский завод» приостановил выпуск ванн.

## Технология изготовления
Производственный процесс изготовления чугунных ванн представляет комплекс следующих технологических операций:
Изготовление форм для литья может осуществляться несколькими методами. Наиболее современный метод — вакуумно-пленочной формовки (ВПФ), который применяют основные мировые производители чугунных ванн. Метод ВПФ обеспечивает высокую чистоту поверхности отливки под эмалирование и наиболее эффективен с экономической точки зрения благодаря высокой производительности. Этот метод литья пришел на смену морально устаревшему и более затратному методу литья в песчано-глинистые формы. Третий метод это «Шоу-процесс» — изготовление керамических форм по постоянным моделям, который несмотря на точный метод литья имеет низкую производительность и низкую стойкость оснастки.
Заливка форм расплавленным металлом на большинстве предприятий не отличается и производится в автоматическом режиме с помощью заливочного устройства.
Обработка готовых отливок Залитые формы транспортируются на участок выбивки для удаления литниковой системы, затем производится механическая обработка отбортовки отливок и сверление отверстий слива и перелива.
Эмалирование отливок одинаково у всех производителей. Перед эмалированием чугунная ванна подвергается мойке, сушке, после чего покрывается слоем грунта. Эмалирование осуществляется сухим пудровым способом. Загрунтованную и раскаленную в печи ванну опудривают при помощи сита эмаль-порошком одновременно по всей площади поверхности, обжигают в печи при температуре около 1000 градусов, в итоге получая стекловидное покрытие. Обжиг и опудривание ванны выполняется несколько раз, в зависимости от количества слоев эмалевого покрытия.

## Преимущества и недостатки
Преимущества чугунной ванны:
— долго сохраняет воду теплой из-за большой толщины чугунной стенки;
— прочность отливки и стойкость эмали к ударам, так как чугун не подвержен деформации;
— низкий уровень шума при наполнении водой;
— высокий срок службы.
К недостаткам относят:
— отсутствие разнообразия форм ввиду непластичности чугуна;
— большой вес, однако это позволяет ей быть устойчивой на поверхности.

## Товары-конкуренты
Товарами-конкурентами чугунной ванны на рынке сантехники в основном являются стальные эмалированные ванны и акриловые ванны.
Стальные ванны в несколько раз легче чугунных благодаря малой толщине стальной стенки, однако это сказывается на прочности и долговечности такой ванны. При ударах или иных воздействиях, тонкая стальная стенка деформируется и приводит к трещинам эмалевой поверхности. При наполнении водой стальная ванна имеет высокий уровень шума и обладает высокой теплопроводностью, то есть вода в ней быстро остывает. Стоимость стальной ванны значительно ниже стоимости чугунной ванны.
Акриловые ванны имеют небольшой вес, как и чугунные, обладают низкой теплопроводностью, но подвержены царапинам и иным механическим повреждениям, что существенно снижает срок службы. Главным преимуществом акриловой ванны является разнообразие форм и моделей благодаря свойствам материала. На качество и стоимость акриловой ванны влияет материал из которого изготовлена ванна. Ванны из цельного листа сантехнического полиметилметакрилата (ПММА) более долговечны и значительно дороже ванны из экструдированного полимерного материала, где верхний тонкий слой акриловый из сантехнического полиметилметакрилата (ПММА), а нижний слой состоит из АБС-пластика.